# Balonne
Balonne (anglicky Balonne River) je řeka v povodí řek Murray a Darling. Je dolním tokem řeky Condamine v jihovýchodní části státu Queensland v Austrálii.

## Průběh toku
Mezi prvními přítoky přijímá Bungil Creek.
U Dirrandbandi se řeka rozděluje do dvou větví. Západní větev s názvem Culgoa, protéká městem St. George, teče dále na jihovýchod až do Nového Jižního Walesu, kde se v Brewarrině, necelých 100 km od Bourke, slévá s řekou Barwon, a tak vytvářejí Darling. Východní větev se dále rozvětvuje vpravo do větve Bokhara a vlevo do Narran. Tyto větve se spojují s řekou Barwon, která se také vlévá do řeky Darling. Darling se pak vlévá do Murraye, který teče směrem k jihozápadu a vlévá se do moře nedaleko od Adelaide v Jižní Austrálii. Murray a Darling tvoří dvojici největších a nejdelších australských řek.

## Historické ohlédnutí
Major Thomas Mitchell překročil řeku Balonne na Svatého Jiří, 23. dubna 1846.